# Martin Bauer
Martin Bauer (Mödling, 30 december 1975) is een Oostenrijks motorcoureur. Hij werd driemaal kampioen in het Duits kampioenschap superbike.

## Carrière
Bauer debuteerde in 1999 in het Europees kampioenschap Superstock op een Kawasaki tijdens zijn thuisrace op de A1-Ring. Hij behaalde in deze race de pole position, de snelste ronde en de overwinning. In 2000 reed hij in vijf races in deze klasse, met een vijfde plaats op Brands Hatch als beste resultaat. Met 32 punten werd hij zestiende in de eindstand.
In 2002 maakte Bauer de overstap naar het Europees kampioenschap Superstock 600, waarin hij dertigste werd met 9 punten. Tevens debuteerde hij in het Duits kampioenschap Supersport en werd hierin vijfde met 87 punten. In 2003 behaalde hij een podiumplaats in het Duits kampioenschap Supersport op de Salzburgring. Op een Kawasaki werd hij dat jaar met 58 punten achtste in het klassement. In 2004 stapte hij over naar een Suzuki en stond hij op het podium in zowel de seizoensopener op de Sachsenring als in de laatste race op de Hockenheimring Baden-Württemberg. Met 80 punten verbeterde hij zichzelf naar de vijfde plaats in het kampioenschap.
In 2005 stapte Bauer over naar het Duits kampioenschap superbike, waarin hij op een Honda reed. Hij won dat jaar beide races op de Sachsenring en behaalde daarnaast nog een podiumplaats op Hockenheim. Hij scoorde 181 punten, waarmee hij vijfde werd in de rangschikking. In 2006 won hij drie races: twee op de Nürburgring en een op de Salzburgring. Daarnaast stond hij in drie andere races op het podium. Met 219 punten werd hij achter Jörg Teuchert en Andreas Meklau derde in de eindstand.
In 2007 behaalde Bauer zeven overwinningen in het Duits kampioenschap superbike; twee op zowel de Motorsport Arena Oschersleben als de Nürburgring en een op het TT-Circuit Assen, de Schleizer Dreieck en de Hockenheimring. Met vier andere podiumplaatsen en 293 punten werd hij gekroond tot kampioen in de klasse. Dat jaar debuteerde hij tevens in het wereldkampioenschap superbike op een Honda als wildcardcoureur tijdens het weekend in Lausitz, maar kwam hierin niet tot scoren.
In 2008 won Bauer negen races in het Duits kampioenschap superbike, waaronder de eerste zes races. In vijf andere races stond hij op het podium. Met 323 punten werd hij voor het tweede achtereenvolgende seizoen kampioen in de klasse. Dat jaar keerde hij tevens terug in het WK superbike, waarin hij voor het Nederlandse team Ten Kate Racing deelnam aan het weekend op Magny-Cours als vervanger van de geblesseerde Ryuichi Kiyonari. Ook dit jaar behaalde hij geen punten in de races.
In 2009 kende Bauer een minder sterk seizoen, waarin hij enkel in de laatste drie races overwinningen behaalde. Daarvoor stond hij wel in twee andere races op het podium. Met 120 punten werd hij achtste in de eindstand. In 2010 stapte hij over naar een KTM, waarop hij drie races won op Oschersleben, de Sachsenring en de Hockenheimring. Daarnaast stond hij in vier andere races op het podium. Met 221 punten werd hij achter Karl Muggeridge en Werner Daemen derde in het klassement.
In 2011 won Bauer drie races: twee op de Lausitzring en een op de Schleizer Dreieck. Ook behaalde hij podiumplaatsen in acht andere races. Met 247 punten werd hij voor de derde keer kampioen in de klasse. In 2012 reed hij enkel in de races op de Red Bull Ring als gastcoureur op een Suzuki; in de eerste race werd hij vierde, terwijl hij in de tweede race niet aan de finish kwam. In 2013 reed hij wederom als gastcoureur in het weekend op de Sachsenring op een Ducati en won beide races. Tevens maakte hij dat jaar zijn debuut in de MotoGP-klasse van het wereldkampioenschap wegrace op een S&B Suter tijdens de races in Tsjechië en Valencia als wildcardcoureur. Hij werd hiermee de eerste Oostenrijker sinds Andreas Meklau in 1993 die in de hoogste klasse van het WK uitkwam. Hij eindigde de races op respectievelijk de posities 21 en 20.